# Conflictul din Nagorno-Karabah
Conflictul din Nagorno-Karabah se referă la confruntările militare aflate în desfășurare între etnicii azeri și cei armeni. Aceste confruntări au loc în regiunea Nagorno-Karabah din Caucaz. Conflictul a evoluat ca urmare a Războiului din Nagorno-Karabah din anii 1988-1994. Deși războiul s-a încheiat prin decizia oficială de încetare a focului, tensiunile și disputele din regiune au continuat.

## Conflictele dintre Armenia și Azerbaijan

### Războiul de independență al Arțahului
La data de 13 februarie 1988 au avut loc demonstrații la Stepanakert cu scopul ca Regiunea Autonomă Nagorno-Karabakh să se unească cu Armenia.
Odată cu căderea Uniunii Sovietice, au început acțiuniile militare dintre Armenia și Azerbaijan. Războiul s-a terminat cu victoria Armeniei și extinderea noii republici Arțah. Un armistițiu s-a făcut între cele două tabere la date de 12 mai 1994.

### După 1994
Deși armistițiul era în efect, cele două țari au reînceput ostilitățile la 2 aprilie 2016. Cel puțin 30 de soldați au murit și alți 35 au fost răniți.

### Al doilea Război din Nagorno-Karabakh
La 27 octombrie 2020, un al doilea război a izbucnit în Nagorno-Karabakh, unde ambele tabere au avut pierderi semnificative.
Azerbaijan a făcut progrese semnificative, recucerind teritorile ce înconjurau Nagorno-Karabakh
Războiul s-a terminat la 10 noiembrie 2020, cu un alt armistițiu cu asistența Rusiei. Armistițiul consta în cedarea teritorilor ce nu aparțineau fostei Regiuni Autonome Nagorno-Karabakh dar și teritorile cucerite din această regiune.

### Blocada Republicii Arțah

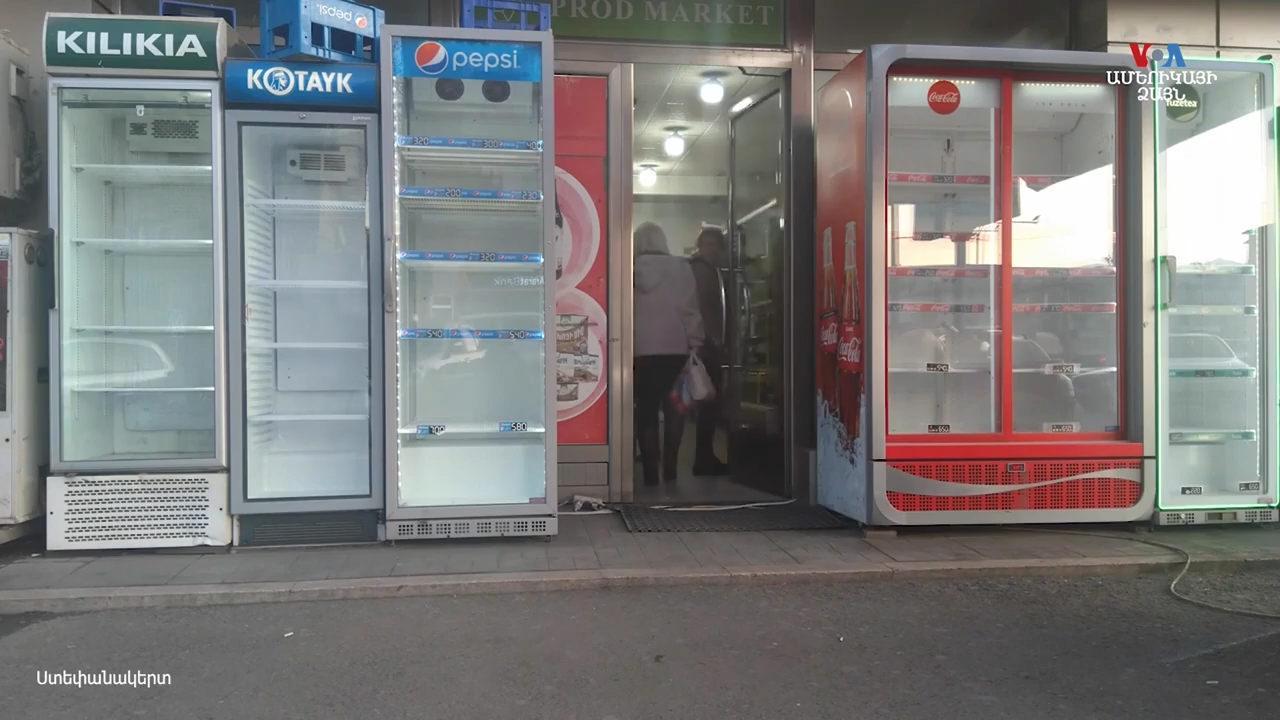
Magazine goale în Stepanakert în timpul blocadei Republicii Arțah

Blocada a început pe 12 decembrie 2022, când azerii au blocat singura autostradă care leagă republica nerecunoscută Arțah de Armenia în zona intersecției Șuși-Karin. Ultima zonă este situată în zona de responsabilitate a misiunii de menținere a păcii a Ministerului Apărării al Federației Ruse. Azerbaijanul listează blocatorii drept activiști de mediu.

### Ofensiva Azerbaidjanului din 2023
La 19 septembrie 2023, încălcând condițiile de încetare a focului din 2020, Azerbaidjanul a lansat o ofensivă militară în Nagorno-Karabah. La o zi după începerea ofensivei, pe 20 septembrie, s-a ajuns la un acord privind stabilirea unei încetări complete a ostilităților în Nagorno-Karabah, prin medierea comandamentului rus de menținere a păcii. Azerbaidjanul a avut o întâlnire cu reprezentanții comunității armene din Arțah pe 21 septembrie la Ievlah, iar o altă întâlnire a avut loc luna următoare.
Conform unui decret emis la 28 septembrie 2023 de către Samvel Șahramanyan, președintele Arțahului, acest stat a încetat să mai existe după 1 ianuarie 2024.